# Centro Nacional de Biotecnología
El Centro Nacional de Biotecnología (CNB) es un centro estratégico del Consejo Superior de Investigaciones Científicas (CSIC) con un objetivo mixto académico y de transferencia de tecnología en el área de la Biotecnología. La misión del centro es encontrar soluciones innovadoras a los grandes retos de la sociedad europea en las áreas de salud, alimentación y medio ambiente.
Aunque su creación por el Gobierno data de 1985, su inauguración se produjo el 9 de julio de 1992.

## Historia y organización
Aunque su creación por el Gobierno data de 1985, la inauguración del CNB se produjo el 9 de julio de 1992. El centro nació con la finalidad de promover la investigación multidisciplinar en España y cubrir la brecha existente entre la investigación básica y las aplicaciones industriales.
En 2013 el centro fue reconocido por un jurado internacional como Centros de Excelencia Severo Ochoa en el área de las Ciencias de la Vida y la Medicina.
Durante sus décadas de historia el CNB ha crecido y evolucionado de acuerdo con las necesidades sociales. Actualmente, el CNB es uno de los centro de investigación más grandes de España. Cuenta con unos 70 grupos de investigación y 18 servicios científico-técnicos. En total cuenta aproximadamente con 700 trabajadores entre científicos, técnicos y administrativos.
Desde 2009 con, los 70 grupos de investigación del CNB se organizan en seis departamentos:
- Dept. de Estructura de Macromoléculas
- Dept. de Biología Molecular y Celular
- Dept. de Biotecnología Microbiana
- Dept. de Genética Molecular de Plantas
- Dept. de Inmunología y Oncología
- Dept. de Biología de Sistemas

## Objetivos
La principal misión del CNB es generar conocimientos de alto nivel científico y desarrollar tecnologías emergentes para afrontar cuatro de los grandes retos de la sociedad actual: enfermedades infecciosas, enfermedades con componentes inflamatorias y cáncer, producción sostenible de alimentos y contaminación ambiental. Expertos en biología molecular y celular, genética, análisis de imagen, biofísica y bioinformática generan conocimientos de alto nivel científico y trabajan para cumplir estos objetivos.
Además, el CNB está integrado dentro del Campus de Excelencia (CEI) UAM+CSIC y en sus instalaciones se forman científicos y personal técnico altamente cualificado, se asesora a empresas y organismos oficiales en temas biotecnológicos y se realiza una importante función de difusión de su investigación en publicaciones científicas y medios informativos.
Desde su creación, y gracias al continuo esfuerzo de todo su personal científico y administrativo, el CNB se ha convertido en uno de los principales centros de biología molecular de toda Europa. 
De acuerdo con su página web, los principales objetivos del CNB son:
- Adquirir conocimientos y desarrollar nuevas tecnologías en las áreas de la salud humana y animal, la agricultura, la microbiología y el medio ambiente.

- Transferir los avances científicos para beneficio de nuestra sociedad.

- Formar futuras generaciones de investigadores y tecnólogos.

- Informar y hacer partícipe a la sociedad de los avances y beneficios de la Biotecnología.

Esquema de la estructura del virus del sida, contra el que el grupo de Mariano Esteban ha generado una vacuna que ya ha superado la fase I de los ensayos clínicos

## Labor investigadora

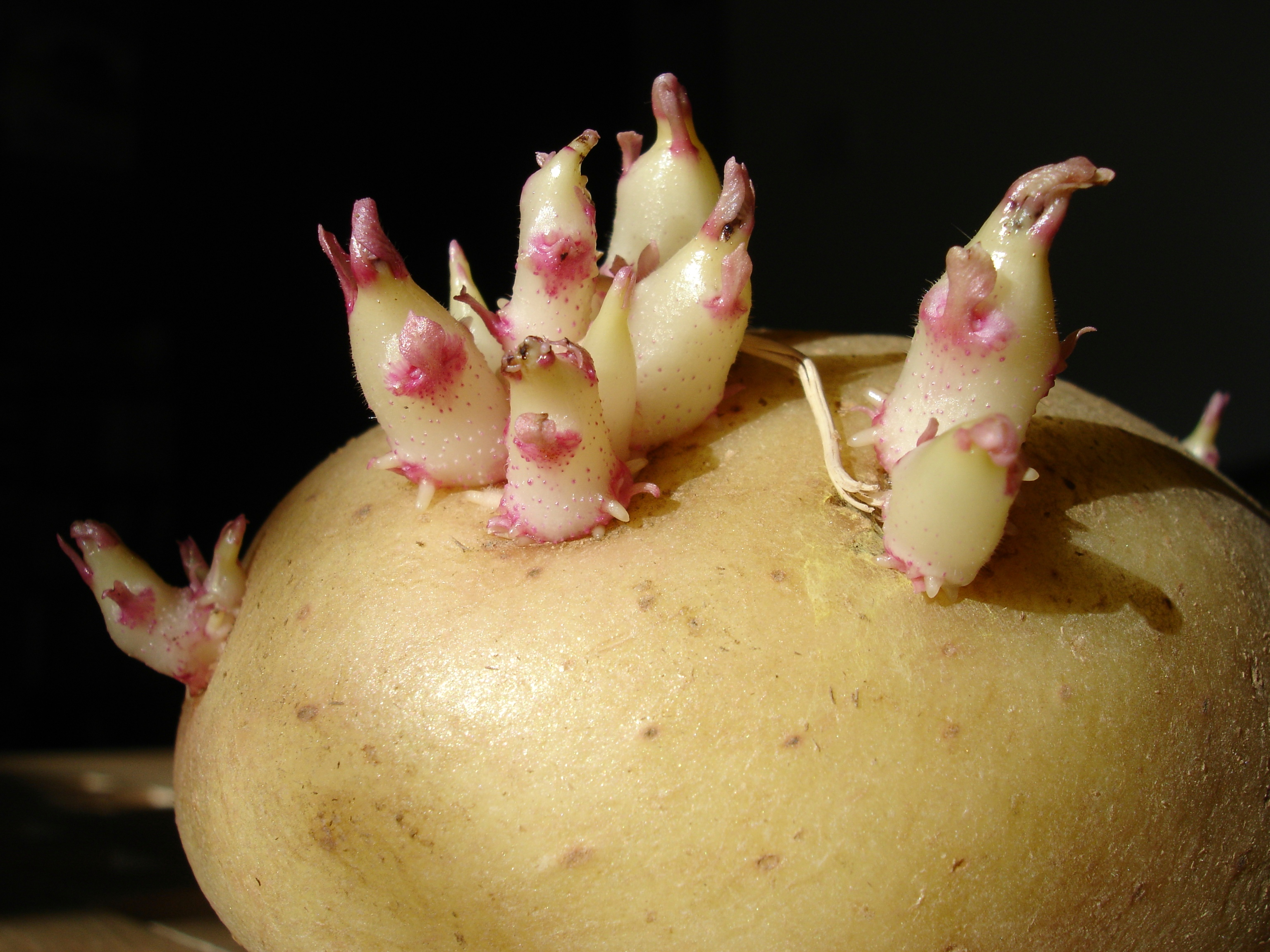
El grupo de Salomé Prat ha generado unas patatas transgénicas que serían capaces de crecer en el África subsahariana

En el CNB se lleva a cabo una investigación científica multidisciplinar centrada en áreas como la biología estructural, biología molecular, virología, microbiología, genética molecular de plantas, inmunología, oncología y biología de sistemas.
Los proyectos que están llevando a cabo se centran en:
- Biología estructural de grandes macromoléculas
- Proteómica genómica y funcional
- Desarrollo de herramientas bioinformáticas
- Control de la división celular y el cáncer
- Mecanismos del envejecimiento y muerte celular
- Estudio de enfermedades mediante modelos animales
- Nuevas estrategias para la generación de vacunas
- Plantas y bacterias para la biorremediación medioambiental
- Generación de nuevos antibióticos
- Investigación sobre coronavirus y desarrollo de nuevas vacunas[5]

## Transferencia de tecnología
Desde su fundación, el CNB se ha implicado en la tarea de transformar los resultados de sus investigaciones en aplicaciones para la sociedad. Para ello, cuenta con su propia unidad de transferencia de tecnología que trabaja en colaboración con la Vicepresidencia Adjunta de Transferencia de Conocimiento (VATC) de CSIC.
Los numerosos contratos de investigación con empresas, así como de multitud de patentes de tecnologías y materiales biológicos que en casos han sido comercializados por la industria ilustran la gran capacidad del centro de aplicar avances científicos a las necesidades del sector productivo.
Además, el CNB sirve como incubadora de empresas y de él han surgido varias compañías biotecnológicas impulsadas por científicos.

## Directores
| Periodo     | Director                      |
| ----------- | ----------------------------- |
| 1987 - 1990 | Michael Parkhouse             |
| 1990 - 1992 | José López Carrascosa         |
| 1992 - 2003 | Mariano Esteban               |
| 2003 - 2007 | José Ramón Naranjo Orovio     |
| 2007 - 2013 | José María Valpuesta Moralejo |
| 2013 - 2015 | Carmen Castresana Fernández   |
| 2015 – 2019 | Fernando Rojo de Castro       |
| 2019 -      | José Mario Mellado            |